# Videojoc per a adults
El terme videojocs per a adults inclou els videojocs eròtics i els pornogràfics i es refereix als "videojocs que tenen l'objectiu de donar l'experiència de desig, amor i plaer sexual".
Estan disponibles en diverses maquinaris: telèfon mòbil, PSP, Playstation 2, ordinador personal, i altres.
Hi ha videojocs que tenen escenes de sexe com God of War, The Witcher i Mass Effect, i hi ha el videojoc Second Life que permet tindre sexe virtual.
Els videojocs de novel·les visuals eròtiques s'anomenen eroge al Japó. I destaquen els videojocs casers anomenats videojocs doujin. Dins el subgènere del simulador de cites destaca el gènere de videojoc provinent del Japó bishoujo (que significa en japonès xica bonica) que consisteix a interactuar amb xiques boniques (que en la seua majoria són eròtics) que són adolescents amb personalitats infantils. Destaquen del gènere bishojo: Pia Carrot i Lolita Syndrome (publicat per Enix l'any 1983). S'ha arribat a estudiar la persistència del sadisme i la violència en aquests jocs. A més hi ha altres subgèneres del gènere de videojocs de simulació de cites com GxB o otome i BL ("boys' love") que també poden ser eròtics.

## Història
A mitjan dècada de 1960 Ken Knowlton i Leon Harmon escanejaren una fotografia d'una ballarina nua. Suposà la introducció de la idea de l'art fet amb ordinadors. A principis de la dècada de 1980 va aparèixer Interlude: The Ultimate Experience, el primer programa comercial sobre sexe. Era un programa per a parelles en la qual cadascú deia el seu estat d'ànim i el programa donava instruccions per aconseguir més plaer.
Un any després Scott Adams's Adventure International va traure un parell de jocs de temàtica sexual. Hi hagué el videojoc de la companyia Mystique per a Atari 2600 anomenat Custer’s Revenge que tractava sobre la violació d'una nativa americana i que va vendre la xifra bastant elevada per a aquell temps 80.000 còpies. Chuck Benton creà Softporn Adventure, un videojoc d'aventura textual que Ken Williams publicà.
MacPlaymate és probablement el primer videojoc eròtic. Li seguí Virtual Valerie. També destaca Tomb Raider.
El 1982 va aparèixer el primer videojoc pornogràfic japonès: Naito Raifu. No es veia a color, sinó que eren figures buides tenint sexe. Fou desenvolupat per Koei. Més tard el mateix any publicà un altre joc (Danchi Tsuma no Yuwaku), aquest a color, que tingué molt d'èxit.
L'any 1990 Pavel Curtis desenvolupà un videojoc en línia textual de comunitat virtual. El 1994 un personatge anomenat Mr. Bungle utilitzà un subprograma per a controlar altres personatges i els obligava a realitzar actes sexuals.
Des dels primers videojocs pornogràfics i no completament pornogràfics hi ha hagut en la trama d'alguns d'aquests violència contra la dona. Són exemples: l'escena de violació inclosa a Phantasmagoria (1995); a Slaves of the red mansion les xiques són venudes com a esclaves sexuals i són encadenades; la violació amb tentacles a Fear Effect; les violacions explícites a Knights of Xentar; Slap Dap; els jocs per a navegador Slap the booty, Slap the whore i Sim Girl. Als videojocs de hentai el tema central és l'violència sexual contra dones i xiques. Diversos estudis apunten que els videojocs pornogràfics causen la trivialització dels abusos sexuals de distints tipus.
A partir de la dècada de 2000, alguns desenvolupadors de videojocs estan intentant aconseguir que el públic consumidor d'aquests jocs siga també el femení.
L'any 2004 Amnistia Internacional denuncià diversos videojocs pornogràfics que consistien en tortura sexual i abusos similars, els quals eren BENKI KUOSUKO i SOCIOLOTRON, que són de descàrrega gratuïta per Internet.
El 2006 l'alcalde de Roma pretenia prohibir vendre un videojoc de temàtica eròtica.
L'any 2009 hi hagué una polèmica sobre el videojoc Stockholm: An Exploration of True Love perquè el protagonista segresta, assalta sexualment i psicològicament una xica jove amb l'objectiu explícit de fer-li que li afecte la síndrome d'Estocolm. Un estudi afirmà que en els anys recents la violència sexual, l'incest i les violacions han aparegut més que abans als videojocs i que l'avanç tecnològic la representació més realista. Amazon prohibí el videojoc Battle raper, Artificial girl i Rapelay per consistir a violar una dona i les seues filles i després forçar-les a avortar.
L'escàndol pel videojoc RapeLay suposà que l'Organització Japonesa d'Ètica al Programmari d'Ordinadors prohibira el mateix any la producció i venda de videojocs de simulació de violació i prohibí la venda de videojocs japonesos per a adults a fora del país.
L'any 2010 va haver una polèmica sobre un videojoc de simulació anomenat RapeLay que consistia a violar xiques. El mateix any es publicà una revisió de les investigacions sobre la sexualització dels joves feta per una psicòloga on afirmava que els jocs qualificats com a per a majors de 18 anys són una fracció xicoteta respecte al total de videojocs al mercat, i d'aquests els més venuts estan dirigits als adults. Els videojocs per a adults no tenen un gran èxit comercial. També l'any 2010 va triomfar al Japó el bishojo eròtic LovePlus.
La introducció de la cultura japonesa al món occidental ha implicat que els videojocs amb violència sexual d'aquest país també hi entraren.
Un estudi del 2013 indicà que la majoria dels usuaris del lloc web de videojocs per a adults Sex Games Fun eren menors de 18 anys.
Hi ha molts videojocs d'aquest tipus que agafen l'estètica anime.
Al mercat asiàtic hi ha molt de triomf en aquests videojocs, en canvi als mercats occidentals hi ha hagut més dificultat.
Els assumptes actuals respecte a aquests videojocs tenen a veure amb la censura.
Steam distribueix versions censurades dels jocs eròtics que distribueix (com Nekopara vol. 1, Cho Dengeki Stryker, Everlasting Summer, Sunrider: Mask of Arcadius i Huniepop). Açò ha fet que alguns desenvolupadors, com els desenvolupadors del joc Everlasting Summer, permeten la descàrrega d'un pedaç per llevar la censura i també ha implicat que no es venga Coming Out on Top ni Seduce Me. Apple al seu mercat de videojocs iOs també és estricte a l'assumpte de la censura. El joc japonès Criminal Girls: Invite Only fou també fou alterat. Sony, malgrat no llançar videojocs per a adults per principis, ha realitzat la publicació del videojoc per a PSP Bokudake No Kajitsu, que conté bastanta nuesa. Microsoft inicialment es negà a publicar videojocs d'adults a la tenda Windows 8 Marketplace i després cedí. Hi ha un videojoc disponible per a la Nintendo DS anomenat Chuuka na Janshi Tenho Painyan: Remix que és considerat oficialment per a majors de 15 anys que mostra al llarg del joc diverses vegades als personatges femenins amb la roba trencada.

## El sexe com a tema al videojoc
El sexe pot tindre un ús al videojoc:
- Com a mecànica del videojoc: pot ser actiu (el jugador controla l'acció) o passiu.[45]
- Com a premi: l'exemple típic són els de strip poker.[45]
- Com a element estètic: sol involucrar perifèrics especialitzats (com Interactive Fleshlight i SeXBox)[46] o ambientacions eròtiques.[47]

La presència del sexe pot ser: abstracte, contingut apte per a tothom (besos, expressions d'afecte, roba i entremaliadura amb efecte còmic), contingut per a audiència madura/adulta (roba sexy i sexe censurat) i sexe dur (sense censura).
La finalitat del sexe pot variar: per estimular i entretindre, per a educar o per a suposar realisme.

## Combinació amb altres gèneres de videojocs

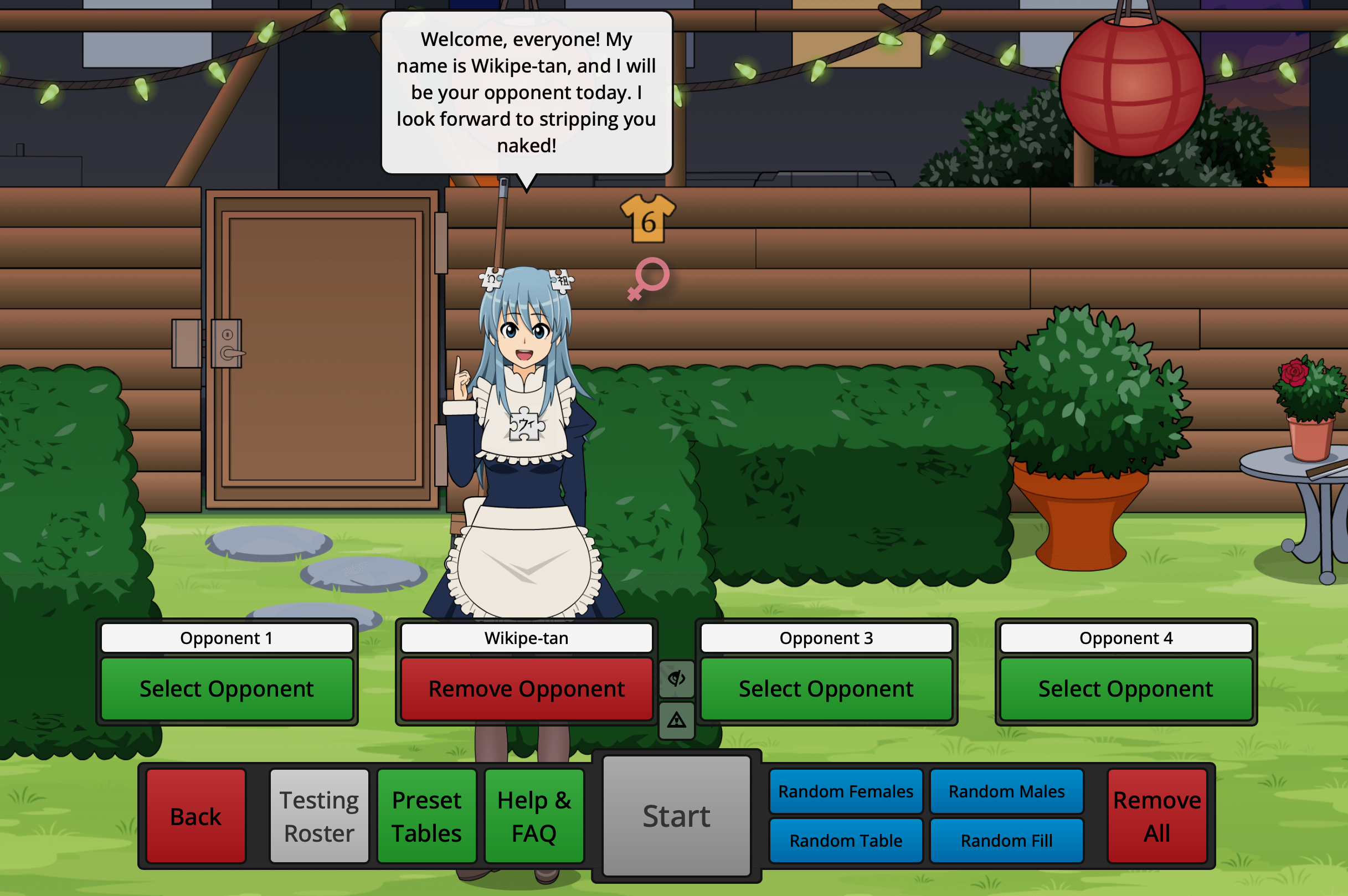
Casella de selecció per a la nit de Strip Poker Night at the Inventory.

Hi ha jocs per a adults de diversos gèneres:
- Novel·la visual: un exemple és Everlasting Summer.[37]
- Videojoc de rol: un exemple és la sèrie de jocs Lightning Warrior Raidy[55] i el videojoc de rol tàctic per a Playstation 2 Growlanser: Heritage of War.[56]
- Videojoc de construcció de ciutats: un exemple és Batsu Batsu na Kanojo no Tsukurikata, que combina el simulador de cites amb la construcció de ciutats.[57]
- Videojocs d'afectuositat: la varietat de sexe afectuós s'inclou.[34]
- Simulador de cites: un exemple és Nekopara Vol. 1,[37] Tsuki ~ Possession (憑き~ Possession, 2001) i Tottemo! Pheromone (とってもフェロモン, 2002).[8]
- Survival horror: un exemple és el videojoc eròtic Rule of Rose.[24]
- Videojoc de trencaclosques: HuniePop és un joc multigènere.[36]
- Videojoc en línia massiu multijugador: uns exemple són el MMORPG[58] gratuit Bing Band Empire on el personatge que es manipula es converteix en actriu[58] o actor porno.[59] i el MMORPG sud-coreà Lunia Online.[60]
- Videojoc d'estratègia: un exemple és Record of Agarest War.[61]
- Videojoc de simulació: és el cas del simulador de violència domèstica Cho chabudai Gaeshi.[62] Existeixen elsvideojocs de simulació de criança que consisteixen a criar un personatge femení per a desenvolupar les seues qualitats, que en el cas de la versió per a adults d'aquest gènere suposen convertir el personatge femení en una esclava sexual.[63]
- Videojoc humorístic: un exemple és Jewel Knights Crusaders.[64]
- Videojoc d'aventures d'apuntar i fer clic: són exemples Tsuki-Possession, Sensei 2, Hitomi-My Stepsister i Runaway City.[65]

## Perifèric especial
El videojoc pornogràfic Custom Maid 3D que té un maquinari especial anomenat Ju-C Air per jugar a alguns d'aquests jocs i és compatible amb el maquinari de realitat virtual Occulus Rift, característica que també tenen els videojocs pornogràfics Wicked Paradise i Virtual Reality Sex Kit. Per a Wii hi haurà uns perifèrics especials.
El perifèric VirtualDolls estava en desenvolupat i va es va paralitzar per la demanda excessiva el 2016.